# La muerte en las calles
La muerte en las calles es una película argentina de 1952, dirigida por el director argentino Leo Fleider, sobre una novela del escritor Manuel Gálvez y protagonizada por Carlos Cores, Jorge Rigaud y Zoe Ducós, entre otros. Fue estrenada el 30 de agosto de 1957, en Buenos Aires. La acción transcurre durante la primera invasión inglesa a Buenos Aires, por aquel entonces virreinato del Río de la Plata.

## Reparto
1. Carlos Cores
2. Zoe Ducós
3. George Rigaud
4. Antonia Herrero
5. Manuel Perales
6. Roberto Airaldi
7. Francisco López Silva
8. Paquita Muñoz
9. Norma Giménez
10. Margarita Corona
11. Héctor Armendáriz
12. Norma Aleandro
13. Cayetano Biondo
14. Gerardo Rodríguez
15. José María Pedroza
16. Armando de Vicente
17. Lita Soriano
18. Ricardo de Rosas
19. Humberto de la Rosa
20. Arsenio Perdiguero
21. Pedro Aleandro
22. Oscar Llompart
23. Miguel Dante
24. Alfonso Pisano